# Puig de Galatzó
Der Puig de Galatzó ist ein 1027 m hoher Berg auf der balearischen Insel Mallorca und damit einer der Hauptgipfel der Serra de Tramuntana. Mehrere ausgeschilderte Wanderwege führen durch eine alpin anmutende Felslandschaft auf den Gipfel hinauf. Von oben besteht ein weiter Blick über die Serra de Tramuntana sowie auf die Stadt Palma.

## Finca Galatzó
An der Südseite des Puig de Galatzó liegt der 1400 Hektar große Grundbesitz der Finca Galatzó. Er wurde 2006 von der Gemeinde Calvià gekauft und öffentlich zugänglich gemacht. Mittelpunkt sind ein alter Gutshof mit historischen Ölmühle, 2023 eröffnete nebenan die Wanderherberge Refugi de Galatzó. Seit alters her werden in dem Tal Mandel- und Johannisbrotbäume kultiviert, es ist durch mehrere lokale ausgeschilderte Wanderwege und den Fernwanderweg GR 221 erschlossen.